# Der Zeuge (2023)
Der Zeuge ist ein deutscher Gerichtsfilm von Bernd Michael Lade aus dem Jahr 2023, der auf den Berichten des ehemaligen KZ-Häftlings und Zeugen im Flossenbürg-Hauptprozess Carl Schrade beruht. Dessen Erinnerungen sind Grundlage für einen fiktiven Militärprozess der Amerikaner gegen ein Dutzend SS-Leute, in dem Lade als Zeuge der Anklage auftritt. Der Film startete am 2. März 2023 in den deutschen Kinos.

## Handlung
Der Film beginnt 1946 in einem Gerichtssaal mit Betonwänden, wobei die Angeklagten mit Nummern auf Schilden gegenüber der Kamera sitzen. Auf der rechten Seite sitzt der Verteidiger und hinter ihm die Dolmetscherinnen. Wenn Carl Schrade als Zeuge der Anklage spricht, ist das Bild in Farbe und die Dolmetscherinnen übersetzen für die Angeklagten ins Deutsche. Wenn allerdings ein Angeklagter spricht, ist das Bild Schwarz-weiß und eine Reporterin übersetzt für das Gericht ins Englische.
Schrade beginnt von seiner Festnahme durch die Gestapo zu erzählen und deutet dabei auf Nr. 66, der bei der Gestapo gearbeitet hat, aber nicht selbst an der Festnahme beteiligt war und der Meinung ist, dass solche Maßnahmen notwendig zum Schutz des Volkes gewesen seien. Schrade wurde daraufhin in das KZ Lichtenburg gebracht, musste dort lange stehen und wurde dann von Nr. 13 unter dem Befehl von Nr. 20 misshandelt. Dies beschreibt Schrade als gängiges Ritual im KZ.
1936 wurde Schrade ins KZ Sachsenhausen verlegt, wo Karl Otto Koch Lagerkommandant war. Nr. 20 behauptet nur von Koch Befehle entgegengenommen zu haben und keine Wahl gehabt zu haben. Dieses „moderne“ KZ war sehr sauber, die Willkür der Wachleute aber dafür umso grausamer. Schrade beschreibt Nr. 19 und Nr. 3 als besonders sadistische Aufseher, die jeweils für den Tod oder schwere Misshandlung von Gefangenen verantwortlich sind.
Schließlich wurde Schrade 1937 ins KZ Buchenwald deportiert. Als er von den dortigen Gräueltaten von Ilse Koch bzw. Nr. 41 berichtet, bricht die erste Dolmetscherin in Tränen aus und die zweite übernimmt. Auch geht es um die Begebenheit, als zwei Häftlinge einen SS-Wachmann töten und aus dem Lager fliehen. Nr. 38 bringt als Bürgermeister von Weimar einen der Flüchtigen ins KZ zurück und rechtfertigt sich damit, doch einen Mörder gefasst zu haben. Nr. 37 hatte im „Bunker“, einen fensterlosen Folterraum, die Gefangenen gefoltert und sagt dazu nur, dass er nach dem Krieg guten Gewissens in sein Dorf zurückgekehrt sei.
Bald darauf wurde Schrade ins KZ Flossenbürg deportiert und konnte dort in der Verwaltung arbeiten. Er berichtet aber auch vom SS Sanitäter Nr. 50, der als Einziger mit Max Demel einen Namen erhalten und unter erheblichem eigenen Risiko den Gefangenen geholfen hat. Danach klagt er die Kapos Nr. 16 und 17 an, die sich zulasten der anderen Häftlinge bereichert hätten. Zuletzt geht es um Nr. 42, den Lagerarzt Dr. Heinrich Schmitz, der als Chirurg Gefangenen mit Bauchschmerzen den Magen entfernt hat. Als der Verteidiger der Angeklagten das Wort ergreift, berichtet er dem Gericht, dass Schrade vor seiner Festnahme ein Berufsverbrecher gewesen sei, illegal mit Industriediamanten gehandelt habe, im KZ als Asozialer geführt wurde und ebenfalls als Kapo gearbeitet habe. Er stellt die Frage, ob Schrade wirklich nie einen Gefangenen ausgenutzt habe. Schrade bestätigt dem Gericht gegenüber die Vorwürfe.

## Produktion
Der Regisseur Bernd Michael Lade setzte die jeweiligen Dolmetscherinnen und die Zweisprachlichkeit bewusst ein, damit der Film als mögliches Lehrmaterial an Schulen verwendet werden kann. Lade verarbeitet in dem Drama die Erinnerungen von Carl Schrade sowie Gerichtsprotokolle, dennoch ist der Film nicht historisch authentisch, da Lade weitere Figuren wie den Lagerarzt hinzugefügt hat, um einen Querschnitt durch die Gesellschaft zu erhalten. Der Film wird von Neue Visionen Filmverleih vertrieben.

## Rezeption
Bettina Peulecke schreibt, dass der Film „wie eine Fernsehdokumentation vergangener Zeiten [anmutet], ein auf das Wesentliche reduzierter, schnörkelloser Film gegen das Vergessen.“
Nach Rudolf Worschech „ist [der Film] kein Reenactment, sondern erinnert eher an die Fernsehdokumentarspiele der sechziger Jahre, ein Film der Reduktion, der auf alles Drumherum verzichtet und sich auf die Aussagen Schrades konzentriert.“
Kathrin Horster schreibt in der Stuttgarter Zeitung: „‚Der Zeuge‘ ist deshalb kein leicht zugänglicher Film, er gibt der bisher kaum beachteten Figur des Carl Schrade aber erstmals eine Stimme. [...] Mehr als dessen Vor- und Nachgeschichte interessiert Bernd Michael Lade aber dessen individuelle, authentische Bezeugung von Verbrechen gegen die Menschlichkeit.“
Das Lexikon des internationalen Films vergibt drei von fünf Sternen und meint, Der Zeuge sei ein „stilisierter, konzeptionell etwas einfacher Film, der ausschließlich sprechende Gesichter zeigt und viel Aufmerksamkeit verlangt.“